# Kangas (Kouvola)
Pour les articles homonymes, voir Kangas.
Kangas  est un quartier et une zone statistique du district central de Kouvola en Finlande .

## Description
D'une superficie de 2 km2, le quartier est le centre administratif de la ville et de la région de la vallée de la Kymi. 
Kangas est également une zone résidentielle, qui comprend non seulement les parcs du centre mais aussi des zones sportives, comme Urheilupuisto et Palomäki.
Les quartiers voisins sont Kaunisnurmi, Sarkola, Vahtero, Käpylä, Tornionmäki, Lehtomäki et Mielakka.

## Galerie

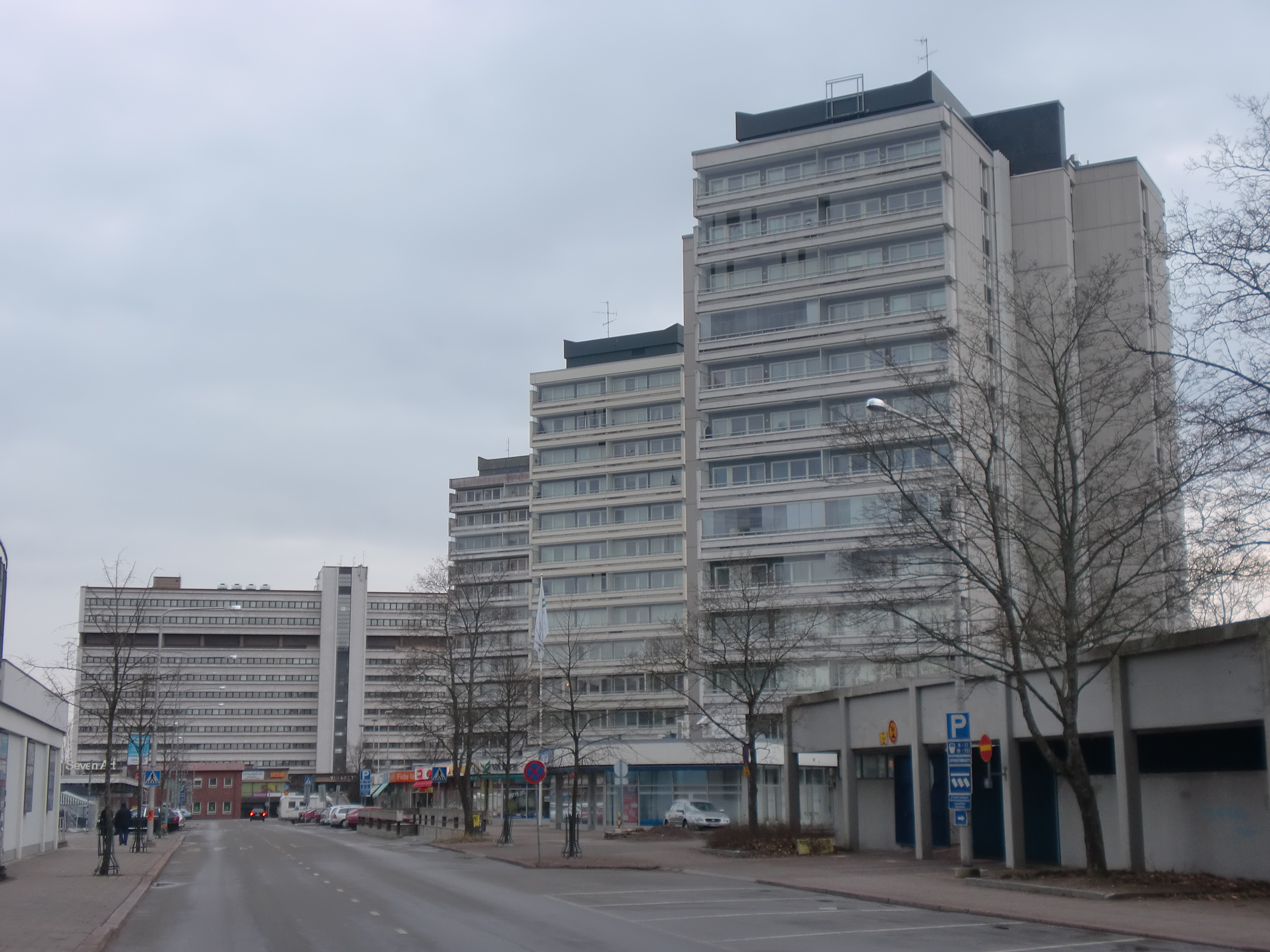
Tours résidentielles de Torikatu et la Pohjolatalo à Kangas,.
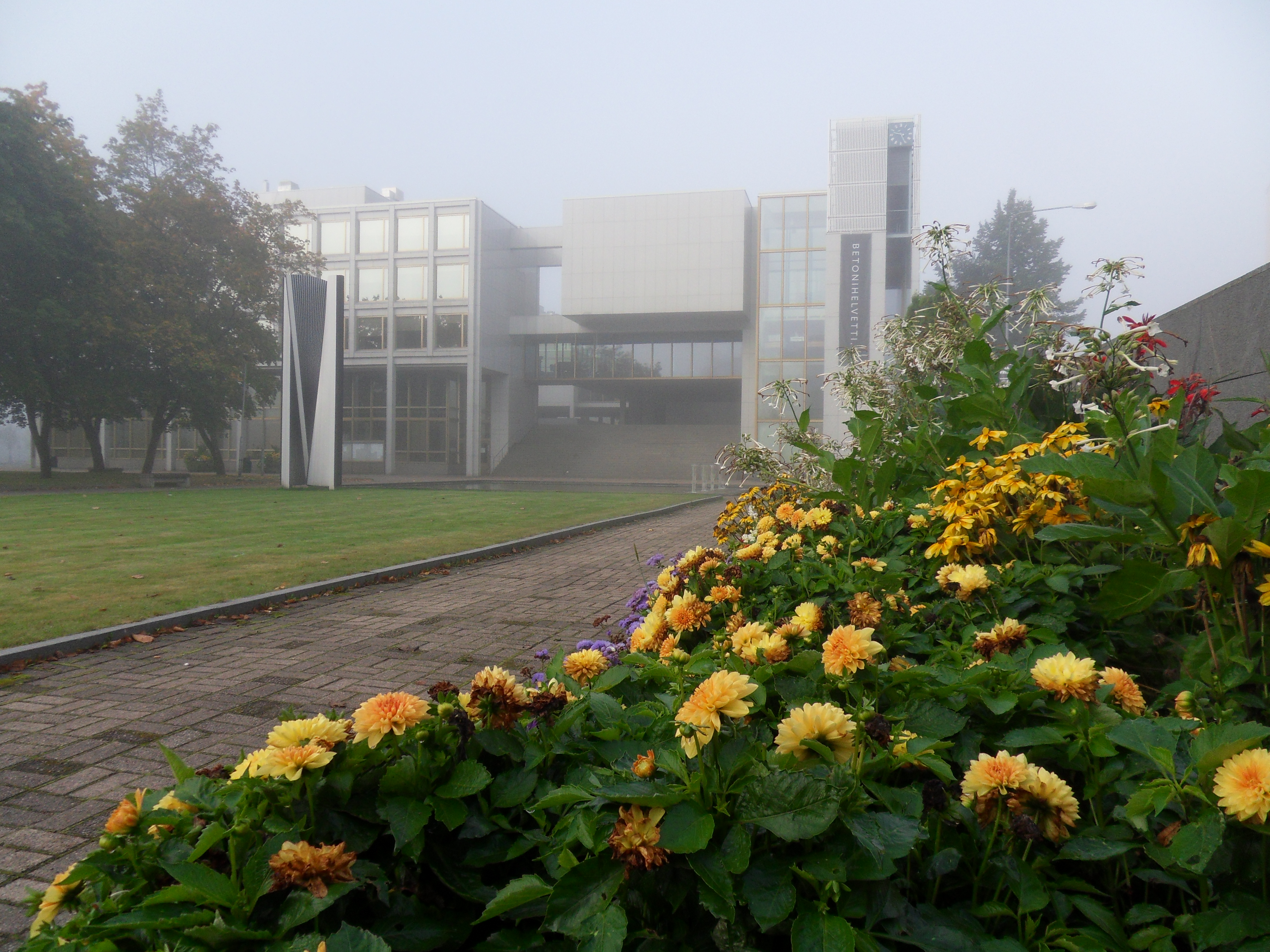
Mairie de Kouvola.